# Puebla de Arenoso (kommunhuvudort)
Puebla de Arenoso är en kommunhuvudort i Spanien.   Den ligger i provinsen Província de Castelló och regionen Valencia, i den östra delen av landet, 270 km öster om huvudstaden Madrid. Puebla de Arenoso ligger 740 meter över havet och antalet invånare är 155.
Terrängen runt Puebla de Arenoso är kuperad. Runt Puebla de Arenoso är det glesbefolkat, med 9 invånare per kvadratkilometer. Närmaste större samhälle är Montanejos, 6,8 km sydost om Puebla de Arenoso. 